# Daniel (anjo)
Daniel' (Hebraico: דניאל, Grego: Δανειήλ), também pronunciado Dânêl, é um anjo do senhor, o sétimo mencionado dentre os 20 líderes de 200 anjos no Livro de Enoque, ele ensinou os "sinais do Sol" para os humanos. O nome é traduzido por Michael Knibb como “o Senhor julgou."
Por outro lado, de acordo com Franchis Barrett em The Magus, Danjal é um dos 72 anjos santos portadores do nome do Senhor, Shemhamphorae.